# إبراهيم فلتس
إبراهيم فلتس (2 فبراير 1964) كاهن مصري، يقيم منذ سنواتٍ طويلة في بيت لحم بالضفة الغربية، يشغل منصب نائب حارس الأراضي المقدسة منذ 9 يوليو 2022.

## سيرته
وُلد إبراهيم فلتس في كفر الدوار قرب الإسكندرية المصرية بتاريخ 2 فبراير 1964. في عام 1988 دخل إقليم الأراضي المقدّسة في فلسطين. عمل وكيلًا عامًا لحراسة الأراضي المقدسة منذ عام 2013 وحتى عام 2016، ثمّ انتُخِب لفترتين متتاليتين مستشارًا لحراسة الأراضي المقدسة (2016–2019) و(2019–2022). في 9 يوليو 2022 اُنتخب نائبًا للرئيس العام لحراسة الأرض المقدّسة.

## أوسمة وجوائز
- وسام نجمة التضامن الإيطالية، من رئيس الجمهورية الإيطالية، في 19 يونيو 2007.[4]

- جائزة كونستانتينوس مانيوس الدوليّة، عام 2013.[2]

- وسام فارس الاستحقاق والعدل، من "جماعة كوستانتين دي جورجو" في روما، في 10 نوفمبر 2013.[5]

- مواطنة الشرف الفلسطينية، من الرئيس الفلسطيني محمود عباس، في 24 ديسمبر 2013.[6]

- وسام البابا القديس يوحنا بولس الثاني، في فبراير 2017.[7][8]

- وسام القدس من رتبة نجمة السلام، من الرئيس الفلسطيني محمود عباس، في 17 سبتمبر 2017.[9]

- مواطنة الشرف لمدينة بيت لحم، من بلدية بيت لحم، في 17 سبتمبر 2017.[10]